# Politbureau van het Centraal Comité van de Koreaanse Arbeiderspartij

Symbool van de Koreaanse Arbeiderspartij

Het Politbureau van het Centraal Comité van de Koreaanse Arbeiderspartij (Koreaans: 당중앙위원회 정치국) is een machtig bestuurlijke orgaan van de Koreaanse Arbeiderspartij (CND), de regerende partij van de Democratische Volksrepubliek Korea (Noord-Korea). Formeel is het Politbureau ondergeschikt aan het Centraal Comité, maar in de praktijk is dit niet het geval; het Centraal Comité komt slechts zelden bijeen en draagt daarom haar bevoegdheden over aan het Politbureau dat frequenter bijeenkomt. Volgens de herziene partijregels (2021) organiseert en begeleidt het Politbureau de werkzaamheden van de partij in opdracht van het Centraal Comité tussen de plenaire vergaderingen van dit laatstgenoemde orgaan in. Het Politbureau bestaat uit 15 leden en 14 kandidaatsleden (deze laatste hebben geen stemrecht) en wordt geleid door Kim Jong-un (c. 1984), die tevens secretaris-generaal van de Koreaanse Arbeiderspartij is.
Het Politbureau stond tot 1956 bekend onder de naam Politieke Raad. Onder het bewind van president Kim Il-sung (r. 1948-1994) was de staats- en partijmacht volledig geconcentreerd in diens handen en bezat het Politbureau geen werkelijke invloed. Leden van het Politbureau waren niets meer dan vazallen van de president. In 1980 werd het in praktijk machtiger Presidium van het Politbureau door Kim Il-sung in het leven geroepen, gevormd door een kleine elite van topfunctionarissen samengesteld uit leden van het Politbureau. Onder Kim Jong-il, opvolger (en zoon) van Kim Il-sung, die tussen 1994 en 2011 de partij (en de staat) leidde, nam de invloed van de traditionele partijorganen, w.o. het Politbureau en Centraal Comité weer toe. Deze lijn is voortgezet onder zijn zoon en opvolger, Kim Jong-un (r. 2011-heden).

## Samenstelling Politbureau (huidig)
| 8e Politbureau van de Koreaanse Arbeiderspartij             | 8e Politbureau van de Koreaanse Arbeiderspartij | 8e Politbureau van de Koreaanse Arbeiderspartij | 8e Politbureau van de Koreaanse Arbeiderspartij |
| Lid                                                         | Lid sinds                                       | --                                              | Notities |
| ----------------------------------------------------------- | ----------------------------------------------- | ----------------------------------------------- | --- |
| Kim Jong-un (P)                                             | 11 april 2012                                   | --                                              | Secretaris-generaal van de Koreaanse Arbeiderspartij Voorzitter van de Centrale Militaire Commissie President van de Commissie van Staatszaken Opperbevelhebber |
| Kim Tok-hun (P)                                             | 31 december 2019                                | --                                              | Vicepresident van de Commissie van Staatszaken Premier |
| Jo Yong-won (P)                                             | 10 januari 2021                                 | --                                              | Lid van de Centrale Militaire Commissie |
| Choe Ryong-hae (P)                                          | 11 april 2012                                   | --                                              | Eerste vicepresident van de Commissie van Staatszaken Voorzitter van het Presidium van de Opperste Volksvergadering                                             |
| Pak Jong-chon (P)                                           | 11 april 2020                                   | --                                              | Vicevoorzitter van de Centrale Militaire Commissie |
| Ri Pyong-chol (P)                                           | 25 april 2022                                   | --                                              | Vicevoorzitter van de Centrale Militaire Commissie |
| Ri Il-hwan                                                  | 31 december 2019                                | --                                              | Secretaris van het Centraal Comité |
| Kim Jae-ryong                                               | 9 april 2019                                    | --                                              | Secretaris van het Centraal Comité Voorzitter van de Centrale Controle Commissie                                                                                |
| Jon Hyon-chol                                               | 8 juni 2022                                     | --                                              | Secretaris van het Centraal Comité |
| Pak Thae-song                                               | 8 juni 2022                                     | --                                              | Secretaris van het Centraal Comité |
| Ri Yong-gil                                                 | 10 januari 2021                                 | --                                              | Lid van de Centrale Militaire Commissie |
| Ri Thae-sop                                                 | 8 juni 2022                                     | --                                              | Lid van de Centrale Militaire Commissie Chef van de generale staf                                                                                               |
| Jong Kyong-thaek                                            | 10 april 2019                                   | --                                              | Lid van de Centrale Militaire Commissie |
| Pak Jong-gun                                                | 31 december 2021                                | --                                              | Vicepremier Voorzitter Staatsplanningscommissie |
| O Il-jong                                                   | 10 januari 2021                                 | --                                              | Lid van de Centrale Militaire Commissie |
| Ho Chol-man (K)                                             | 31 december 2019                                | --                                              | |
| Pak Thae-dok (K)                                            | 10 januari 2021                                 | --                                              | |
| Kim Hyong-sik (K)                                           | 10 januari 2021                                 | --                                              | |
| Jo Chun-ryong (K)                                           | 8 juni 2021                                     | --                                              | |
| Han Kwang-san (K)                                           | 8 juni 2022                                     | --                                              | |
| Ri Chol-man (K)                                             | 10 januari 2021                                 | --                                              | |
| Kim Song-nam (K)                                            | 11 februari 2021                                | --                                              | |
| Ri Son-gwon (K)                                             | 11 februari 2021                                | --                                              | |
| Ju Chol-gyu (K)                                             | 31 december 2021                                | --                                              | Vicepremier |
| Choe Son-hsui (K)                                           | 8 juni 2022                                     | --                                              | |
| U Sang-chol (K)                                             | 18 juni 2021                                    | --                                              | Lid van de Centrale Militaire Commissie |
| Ri Chang-da (K)                                             | 8 juni 2022                                     | --                                              | Lid van de Centrale Militaire Commissie |
| Pak Su-il (K)                                               | 8 juni 2022                                     | --                                              | |
| Kim Yong-hwan (K)                                           | 7 juni 2020                                     | --                                              | |
| (P) = Lid Presidium van het Politbureau (K) = Kandidaatslid |                                                 |                                                 | |

## Verwijzingen
Juche · Sŏn’gun ·
Congres (8e Congres) · Centraal Comité (8e Centraal Comité) · Secretariaat · Centrale Militaire Commissie · Centrale Controle Commissie · Politbureau (8e Politbureau) ·
Presidium van het Politbureau van de Koreaanse Arbeiderspartij (Leden) · Secretaris-generaal van de Koreaanse Arbeiderspartij (Lijst)